# Розенкевич, Лев Викторович
Лев Викторович Розенкевич (11 февраля 1905 — 9 ноября 1937) — советский физик-теоретик, профессор.

## Биография
Родился в русской семье личного дворянина, коллежского асессора, служащего Государственной думы. Осенью 1917 переехал в Иркутск, в 1920 поступил там в Практический политехнический институт, а затем в 1922 перевёлся на технологический факультет Московского института народного хозяйства, который окончил в марте 1924. Работал инженером на заводах и преподавал в школах, занимаясь одновременно самообразованием в области теоретической физики. В 1925 пытался экзаменоваться экстерном в МГУ, но не был допущен, поскольку не имел 5-летнего рабочего стажа. Самостоятельно выполнил работу и опубликовал заметку о распространении гравитационных волн. После этого, 26 июля 1927, был принят во внештатную аспирантуру ФТИ без стипендии. Работал под руководством Я. И. Френкеля, зарабатывая при этом на жизнь преподавательской и технической (проектировал грохоты) работой. С 1 июня 1928 начал получать зарплату в ФТИ. До 1929 выполнил ряд работ по фотоэлектрическому и комптоновскому эффекту в металлах. Затем перешёл в теоретический отдел УФТИ в Харькове. Редактировал международный физический журнал, с 1935 начал заниматься физикой атомного ядра. В 1935 в Харькове написал «Задачи по теоретической физике», в соавторстве с Е. М. Лифшицем и Л. Д. Ландау. Всё время оставался беспартийным.
11 апреля 1936 секретно вызван и допрошен УГБ ХОУ НКВД, но о случившемся он рассказал Л. Д. Ландау и другим. Перед арестом являлся научным руководителем лаборатории радиоактивных измерений УФТИ. Арестован 5 августа 1937 по делу «Катод-Кредо». Санкция на арест получена в Москве у В. И. Межлаука и Г. М. Леплевского и передана 24 июля 1937 телеграммой из Киева в Харьков. Арестован в начале августа по представлению сержанта госбезопасности Д. Е. Вайсбанда и 23 августа 1937 предъявлено обвинение по статьям 54-11, 54-10, 54-7 УК УССР (аналоги 58-й статьи УК РСФСР). Решение о их расстреле было принято 28 октября 1937 наркомом внутренних дел Н. И. Ежовым и прокурором СССР А. Я. Вышинским. Был расстрелян 9 ноября 1937, место гибели и захоронения тела не установлено.

В 1956 решением Военной коллегии Верховного суда по протесту генерального прокурора СССР постановление НКВД и Прокурора СССР в отношении Шубникова, Розенкевича и Горского отменено и дело прекращено за отсутствием состава преступления (определение №44-024554/56), при этом опубликованные документы содержат противоречие: дата этого решения 11 июня 1956, однако, протест в ВКВС СССР со стороны генеральной прокуратуры был внесён 13 октября 1956. Из характеристики Л. Д. Ландау, написанной военному прокурору 15 августа 1956, когда готовилась реабилитация: 
Лев Викторович Розенкевич ещё не успел много сделать в науке, поскольку он изменил свою научную специальность — занялся ядерной физикой всего за несколько лет до ареста. Однако уже за этот короткий срок он выделился как очень талантливый работник, несомненно смог бы сыграть существенную роль в развитии этой важной области физики.